# Tsovak
Tsovak (in armeno Ծովակ?) è un comune dell'Armenia di 2 860 abitanti (2009) della provincia di Gegharkunik.